# Órbita heliosíncrona

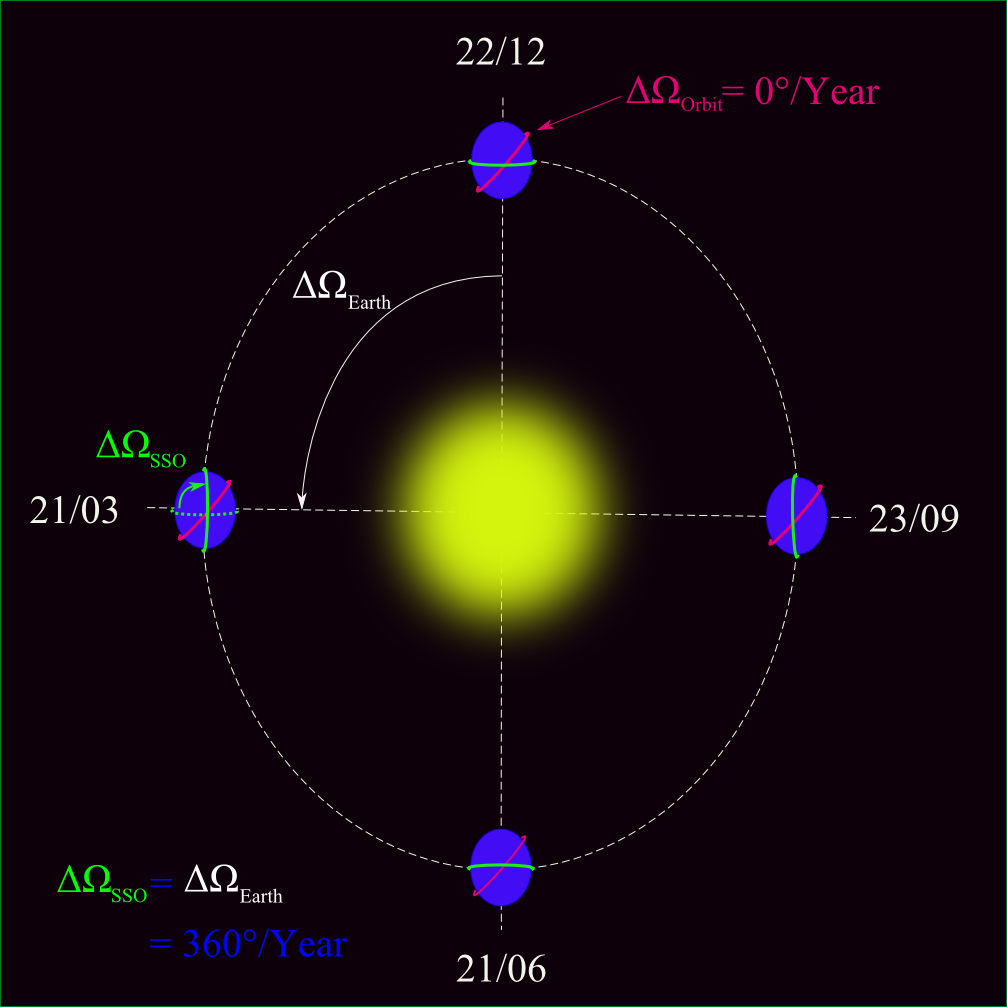
Representación de la orientación de una órbita heliosíncrona (en verde) a lo largo del año. Como referencia se muestra al mismo tiempo la orientación de una órbita no sincrónica (en magenta).

Una órbita heliosíncrona, sincrónica al sol o SSO (acrónimo del inglés Sun-Synchronous Orbit) es una órbita geocéntrica que combina altitud e inclinación para lograr que un objeto en esa órbita pase sobre una determinada latitud terrestre a un mismo tiempo solar local. La oblicuidad de la eclíptica (o ángulo de iluminación) superficial será cercanamente el mismo cada vez. Esta consistente iluminación es una útil característica para satélites que toman imágenes de la superficie de la Tierra en longitudes de onda visibles y/o infrarrojas (e.g. meteorología, espionaje, sensores remotos). Por ejemplo, un satélite en este tipo de órbita puede cruzar el ecuador doce veces por día a aproximadamente a las 15.00 hora local. Esto se consigue haciendo que el plano orbital de la órbita esté en precesión (rotando) aproximadamente un grado cada día, hacia el este, para estar ajustado con la revolución de la Tierra alrededor del sol.
La uniformidad del ángulo solar se consigue por ajuste natural de la precesión de la órbita a un círculo completo por año. Debido a la rotación terrestre, será ligeramente esferoidal, pues el ecuador es ligeramente más largo que el polar para ser una esfera perfecta, y ese material extra cerca del ecuador causa defectos lo que obliga a inclinar las órbitas en precesión: el plano de la órbita no está fijo con relación a estrellas distantes, sino que rota levemente sobre el eje terráqueo. La velocidad de la precesión depende tanto de la inclinación de la órbita como de la altitud del satélite; balanceando ambos efectos, es posible desarrollar relaciones de rangos de precesión. Las más típicas órbitas heliosíncronas son de cerca de 600–800 km en altitud, con periodos de 96–100 min de rango, e inclinaciones de cerca de 98° (es decir, ligeramente retrógrado en comparación con la dirección de la rotación terrestre: 0° representa una órbita ecuatorial, y 90° una órbita polar).
Son posibles otras variantes en este tipo de órbita; así un satélite podría tener una órbita heliosíncrona altamente excéntrica, en tal caso el "tiempo solar fijado de pasaje" solo se mantiene para un punto elegido de la órbita (típicamente el perigeo). El periodo orbital elegido depende de la tasa de revisita deseada; el satélite cruza el ecuador a la misma hora solar en cada pasaje, pero usualmente a diferentes longitudes debido a la rotación terrestre debajo de él. Por ejemplo, en un periodo orbital de 96 min, que se dividiese en un día solar terráqueo (de 15 veces), significa que el satélite cruzará por 15 diferentes longitudes en consecutivas órbitas, al mismo tiempo solar local, para cada localidad, y comenzará otra vez en la misma primera longitud cada 15º pasaje, una vez por día.
Casos especiales de una órbita sincrónica solar son las órbitas mediodía/medianoche, donde el tiempo solar local de pasaje por longitudes ecuatoriales alrededor del mediodía o de la medianoche; y, la órbita amanecer/atardecer, donde el tiempo solar local de pasaje por longitudes ecuatoriales es alrededor del amanecer y del atardecer, por lo que cumple su ciclo entre el día y la noche. Estos modos de orbitado son útiles para satélites activos radáricos, como para los paneles solares satelitales que pueden siempre estar mirando el sol, sin tener sombra de la Tierra. También es útil para algunos satélites con instrumentos pasivos que necesitan limitar la influencia solar en sus mediciones, hasta el extremo de posibilitar que esos instrumentos apunten hacia el lado oscuro de la Tierra. La órbita amanecer/oscurecer ha sido usada para observaciones solares de satélites científicos tales como Yohkoh, TRACE, Hinode, que mantienen cercanamente una vista continua del Sol.
A medida que la altitud satelital aumenta, requerirá más inclinación, por lo que la utilidad de este tipo de orbitado disminuye doblemente: primero debido a (para un satélite de observación de la Tierra) las fotografías satelitales se toman cada vez más alejadas, segundo debido al incremento de la inclinación que significa que el satélite no podría orbitar a mayores latitudes. Un satélite sincronizado con el sol se diseña para volar sobre territorio continental de EE. UU., por ejemplo, y necesitaría una inclinación de 132° o menos, lo que significa una altitud de ~4600 km o menos.
Este tipo de órbitas heliosíncronas son también posibles alrededor de otros planetas, como Marte.

## Detalles técnicos
Una órbita heliosíncrona es una órbita retrógrada (o sea, una nave en tal órbita se movería opuesta al giro rotacional de la Tierra). Debido a esto, la tasa de precesión es positiva (en la misma dirección del giro terrestre) y una buena aproximación a la tasa de precesión es:
{\displaystyle \omega _{p}=-{\frac {3a^{2}}{2r^{2}}}J_{2}\omega \cos i}
donde
{\displaystyle \omega _{p}\,} es la tasa de precesión (rad/s)
{\displaystyle a\,} es el radio ecuatorial terrestre (6.378 137 Mm)
{\displaystyle r\,} es el radio orbital satelital
{\displaystyle \omega \,} es su frecuencia angular ({\displaystyle 2\pi } radianes divididos por su periodo)
{\displaystyle i\,} su inclinación
{\displaystyle J_{2}\,} es el segundo factor de forma dinámica {\displaystyle (-{\sqrt {5}}C_{20}=1.08262668\times 10^{-3})}.
La última cantidad se relaciona con la elíptica como sigue:
{\displaystyle J_{2}={\frac {2\varepsilon _{E}}{3}}-{\frac {a^{3}\omega _{E}^{2}}{3GM_{E}}}}
donde 
{\displaystyle \varepsilon _{E}\,} es la elíptica terrestre
{\displaystyle \omega _{E}\,} es la tasa de rotación terrestre (7.292115×10−5 rad/s)
{\displaystyle GM_{E}\,} es el producto de la constante gravitacional universal y la masa de la Tierra (3.986004418×1014 m³/s2)